# Бореазми
Бореа́зми (грец. Boreasmoi) — урочистості на честь Борея, які улаштовували афіняни на узбережжі Іліссосу. Борея шанували за допомогу під час облоги Афін перським флотом (частину якого він потопив біля острова Евбеї). Під час бореазм афіняни також просили Борея, щоб він своїм повівом очищав повітря. Мешканці південноіталійського міста Турії також улаштовували свято на честь Борея за те, що він знищив частину флоту сиракузького тирана Діоніса.